# Sheguey Vara 2
Albums de Gradur
L'Homme au bob
(2015) Where is l'album de Gradur
(2016)
Singles
1. Trap Queen Remix
Sortie : 2015
2. Rosa
Sortie : 19 octobre 2015
3. Je m'en vais
Sortie : 26 octobre 2015
4. Tu crois que je mens
Sortie : 6 novembre 2015
5. Los Santos
Sortie : 13 novembre 2015
6. D'or et de platine
Sortie : 26 novembre 2015
7. Kumbaya
Sortie : 18 décembre 2015
8. Balti
Sortie : 25 mars 2016
9. Illégal
Sortie : 6 avril 2016
10. La mala
Sortie : 21 septembre 2016

ShegueyVara 2 est une mixtape du rappeur français Gradur sortie le 27 novembre 2015. Elle fait suite au volume 1 sorti le 22 octobre 2014 sur le site HauteCulture.com.
Le projet est certifié disque d'or en février 2016. Il est aussi certifié disque de platine le 25 novembre 2016 sur le plateau de Touche pas à mon poste !.

## Composition
La mixtape est scindée en deux parties[réf. nécessaire] : 
- Le premier disque : une partie hip-hop, trap.
- Le deuxième disque : une partie pop urbaine, dance.

## Liste des pistes
| 1.  | Intro                                  | Gradur                        | AKM, Morf Musik | 2:19 |
| 2.  | Ma Paki Mé Niéma (feat. Sarkodie)      | Gradur, Sarkodie              | YoungForever    | 2:20 |
| 3.  | Los Santos                             | Gradur                        | Lemale          | 3:50 |
| 4.  | Passe à la caisse (feat. GLK)          | GLK, Gradur                   | Rim's           | 3:13 |
| 5.  | Tu crois que je mens                   | Gradur                        | Lemale          | 3:21 |
| 6.  | La peuf                                | Gradur                        | Dolorean Prod   | 3:50 |
| 7.  | Catchanababy                           | Gradur                        | 4093 Prod       | 3:29 |
| 8.  | Bouge ton lebou                        | Gradur                        | Légévara        | 2:34 |
| 9.  | Philly (feat. Niska)                   | Gradur, Niska                 | Rob White       | 4:49 |
| 10. | Est-ce que ?                           | Gradur                        | Lemale          | 3:54 |
| 11. | Grady                                  | Gradur                        | Lemale          | 3:59 |
| 12. | La Moula (feat. Alonzo, Lacrim, Niska) | Gradur, Alonzo, Lacrim, Niska | Kima Prod       | 4:14 |
| 13. | Balti (feat. Booba)                    | Gradur, Booba                 | Lemale          | 3:57 |
| 14. | Bandit                                 | Gradur                        | Lemale          | 3:38 |
| 15. | Pair de Cazal (Rohn Noir)              | Rohn Noir                     | Rim's           | 3:33 |
| 16. | Squad (feat. Sheguey Squad)            | Gradur, Cahiips, Nyda, Brabra | Lemale          | 4:29 |
| 17. | P.T.T.                                 | Gradur                        | Krimzy Beats    | 3:21 |

| 1.  | Kumbaya                            | Gradur             | Fabio Litto, Koudjo | 3:01 |
| 2.  | Rosa                               | Gradur             | Rob White           | 3:04 |
| 3.  | Illégal (feat. Black M)            | Gradur, Black M    | Rim's               | 3:33 |
| 4.  | D'or et de platine (feat. Jul)     | Gradur, Jul        | Jul                 | 3:23 |
| 5.  | Je m'en vais                       | Gradur             | AKM, DJ Ken         | 3:17 |
| 6.  | Donne-moi ta main (feat. Nekfeu)   | Gradur, Nekfeu     | Boonia Woop, AKM    | 3:06 |
| 7.  | Maille                             | Gradur             | Ellison Quinto      | 4:04 |
| 8.  | Laisse-moi oublier                 | Gradur             | Naya Stark          | 2:54 |
| 9.  | La mala (feat. Soprano)            | Gradur, Soprano    | Rob White           | 3:06 |
| 10. | Elle était                         | Gradur             | Ellison Quinto      | 3:05 |
| 11. | Concentrate (feat. Ray D)          | Ray D, Gradur      | D Tunes             | 3:43 |
| 12. | Trap Queen Remix (feat. Fetty Wap) | Fetty Wap, Gradur  | Tony Fadd           | 3:16 |
| 13. | Motema (feat. Ferré Gola)          | Gradur, Ferre Gola | Légévara            | 3:12 |

## Clips vidéo
- 16 février 2015 : La Peuf
- 10 juin 2015 : #PTT
- 19 octobre 2015 : Rosa
- 26 octobre 2015 : Je m'en vais
- 6 novembre 2015 : Tu crois que je mens
- 13 novembre 2015 : Los Santos
- 26 novembre 2015 : D'or et de platine (feat. Jul)
- 18 décembre 2015 : Kumbaya
- 18 mars 2016 : Rohn Noir - Paire de cazal
- 25 mars 2016 : Balti (feat. Booba)
- 6 avril 2016 : Illégal (feat. Black M)
- 21 septembre 2016 : La mala (feat. Soprano)

## Classements
| Charts                       | Meilleure position |
| ---------------------------- | ------------------ |
| Belgique (Wallonie Ultratop) | 10                 |
| France (SNEP)                | 7                  |
| Suisse (Schweizer Hitparade) | 24                 |

## Certifications
| Région | Certification | Ventes/Streams |
| ------ | ------------- | -------------- |
| France | 2 × Platine   | 200 000        |